# Listă de actori cubanezi
Aceasta este o listă de actori cubanezi.
Cuprins: Început - 0–9 A B C D E F G H I J K L M N O P Q R S T U V W X Y Z

## A

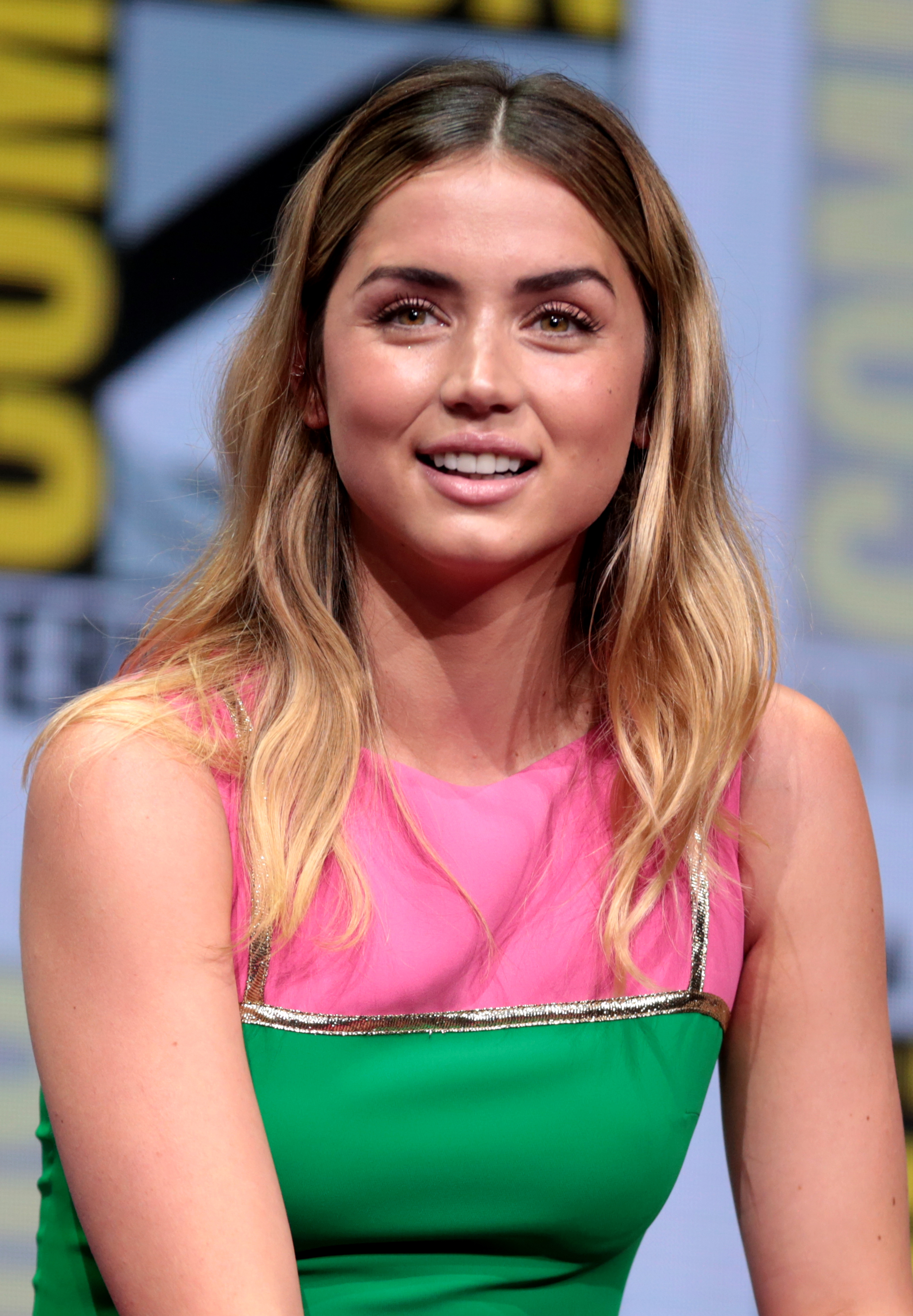
Ana de Armas‎

- Carlos Acosta-Milian
- Laz Alonso
- Raúl Alfonso
- Maria Conchita Alonso
- Ana de Armas‎
- Desi Arnaz
- Renny Arozarena

## B

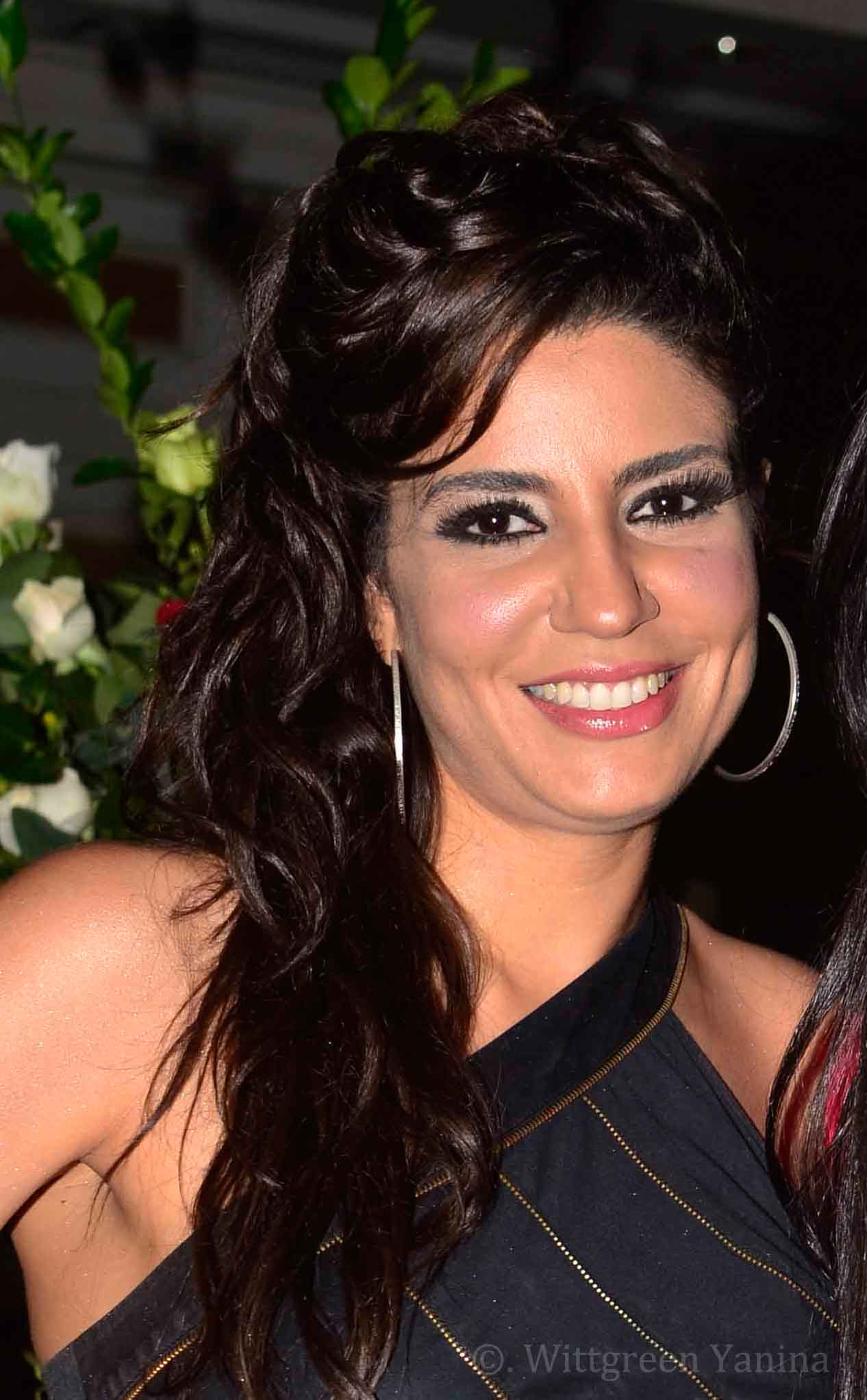
Lena Burke

- Rafael Banquells
- Rolando Barral
- Steven Bauer
- Lena Burke

## C
- Cachita
- Bobby Cannavale
- Rosa Carmina
- Matt Cedeño
- Eddie Cibrian
- Mario Cimarro
- Valerie Cruz

## D
- Rosario Dawson
- Cameron Diaz
- Guillermo Diaz
- Jamie-Lynn DiScala

## E
- Héctor Echemendía
- Enrique Arredondo
- Roberto Escobar
- Cesar Evora

## F
- Mel Ferrer
- David Fumero

## G
- David Gallagher
- Melissa Gallo
- Andy Garcia
- Joanna Garcia
- Francisco Gattorno
- Nona Gaye

## K
- Elizabeth Kelly

## L
- William Levy

## M
- Niurka Marcos
- Eva Mendes
- Christina Milian
- Enrique Murciano

## P
- Marian Pabon
- Mario Pabon
- Elizabeth Pena
- Tony Plana
- Carlos Ponce
- María Antonieta Pons

## R
- Mercedes Renard
- Kamar de los Reyes
- Victor Rivers
- Adam Rodriguez
- Cesar Romero
- Mercedes Ruehl

## S
- Mario Ernesto Sanchez
- Tessie Santiago

## V
- Bob Vila
- Mike Anthony Vitar

## Vezi și
- Listă de regizori cubanezi

Format:Cinematografia cubaneză